# Szakonyfalu
Szakonyfalu è un comune dell'Ungheria di 369 abitanti (dati 2001). È situato nella contea di Vas.